# Фальшивомонетники (роман)
«Фальшивомонетники» (фр. Les Faux-monnayeurs) — модерністський роман Андре Жіда, опублікований в 1925 в журналі La Nouvelle Revue Française. 2005 року вийшов український переклад Віктора Шовкуна. У книзі використано низку новаторських літературних прийомів, включаючи оповідне багатоголосся і техніку «роман у романі», для позначення якої Жід ввів запозичений зі словника геральдики термін міз-ан-абім.
Жід вважав «Фальшивомонетників» своїм головним твором та єдиним «справжнім» романом. На заклик автора до радикального реформування традиційної структури роману через чверть століття відгукнулися теоретики т.з. нового роману. 2010 року книга була вперше екранізована.

## Сюжет
Бернар Профітандьє в 17 років йде з будинку людини, яку завжди вважав (помилково) своїм батьком. Ніч він проводить у свого однокласника Олів'є. Незабаром товариші знайомляться з іменитими літераторами: Бернар — з благородним та талановитим Едуаром (дядьком Олів'є), а Олів'є — з цинічним та аморальним графом де Пассаваном, який відвозить його у подорож Середземномор'ям.
Завдяки спілкуванню з Едуаром юний Бернар дорослішає інтелектуально та морально. Едуар влаштовує його вихователем у пансіон Азаїса, а потім він повертається до будинку уявного батька. Однокашника змінює на посаді секретаря Едуара його племінник Олів'є, і це спілкування так само благотворно діє на обох.
Сюжет роману — вкрай ускладнений та заплутаний. Розбещуючий вплив на учнів має жвавий Гері — племінник пройдисвіта і фальшивомонетника Струвілу, який пов'язаний з графом де Пассаваном. Підпавши під згубний вплив Гері, прямо на уроці стріляється Борис, позашлюбний син російської музикантки. Після цього пансіон розформовують.

## Теми
Роман рясніє прикладами того, як розлагоджуються стосунки дітей з батьками. У соціальному плані основною темою роману є глибока криза і навіть розпад основного осередку патріархального суспільства — сім'ї. Всі гетеросексуальні зв'язки в романі не приносять задоволення і роблять їх глибоко нещасними. Гомосексуальні зв'язки, на думку автора, теж не гарантують благополуччя — наведено як позитивні (Едуар), так і негативні (граф де Пассаван) приклади їхнього впливу на підростаюче покоління.
В естетичному плані основна тема роману — криза жанру роману та реалістичної літератури в цілому в умовах, коли трансцендентного абсолюту більше не існує і об'єктивна реальність втратила колишню стабільність. За сюжетом Едуар пише власний роман під назвою «Фальшивомонетники». Наведені в тексті витяги з твору Едуара є критикою роману Жіда. Дійові особи роману вдаються до обговорення його структури.
Наскрізна метафора роману — фальшивомонетництво, підробка реального — також виноситься на обговорення персонажів. На одному значеннєвому рівні фальшивомонетництво — це традиційний для літератури мімезис, який у сучасних умовах сприймається швидше як порожня умовність, ніж щось глибоко осмислене. На іншому рівні фальшивомонетництво — це традиційна структура суспільства, заснована на інституті сім'ї, що втратила колишню функціональність.

## Форма
Оскільки у романі немає головного героя, і події показано з різних ракурсів, деякі критики сприйняли плюралістичний роман із безліччю центрів як спробу створення літературного еквівалента кубізму у живопису. Визнаючи, що сучасним світом править закон відносності, Жід прагне звільнити літературу від тиранії традиції, зокрема і від диктату постаті автора. Йому чужа ідея авторського всезнання, що йде від Бальзака.
Водночас Жід уникає радикальних експериментів і загалом майже не відходить від реалістичної естетики. Введення ж у тканину роману окремих елементів фантастичної алегорії (фігура ангела) розцінюється літературознавцями як хід невдалий.
Наступного року після публікації роману Жід надрукував «Щоденник „Фальшивомонетників“», який проливає додаткове світло на еволюцію авторського задуму. У цьому творі Жід міркує про необхідність звести роль автора в романі до мінімуму, надавши максимум творчої свободи читачеві. Він також уподібнює свій роман тричастинній фузі: спочатку входить один мотив (Бернар), потім до нього приєднується інший (Олів'є) тощо.
У тексті самого роману Едуар заявляє, що хотів би вигадати щось схоже на трактат Йогана Себастьяна Баха «Мистецтво фуги». На це йому заперечують, що Бах «добився створення абстрактного шедевра нудьги, астрономічного храму, куди можуть проникнути лише деякі посвячені». Подібні міркування дозволяють віднести «Фальшивомонетників» до ранніх зразків метапрози.

Схема зв'язків між персонажами роману

## Використання сюжету
Один фрагмент із роману було прийнято за основу спільного лібрето композитора та хореографа балету Леоніда М'ясіна на музику Володимира Дукельського «Публічний сад», відомий також під назвою «Громадський сад», або «Громадські сади» .

## Український переклад
- Андре Жід, Фальшивомонетники / пер. В. Шовкуна. К:— Юніверс, 2005.